# Lophopepla
Lophopepla is een geslacht van vlinders van de familie sikkelmotten (Oecophoridae), uit de onderfamilie Oecophorinae.

## Soorten
- L. argyrocarpa Meyrick, 1914
- L. asteropa (Lower, 1900)
- L. igniferella (Walker, 1864)
- L. triselena (Lower, 1902)